# Sami Zayn
Rami Sebai (sinh ngày 12/7/1984)  là một đô vật chuyên nghiệp người Canada, anh đang ký hợp đồng với WWE với cái tên Sami Zayn, nơi anh biểu diễn trên SmackDown và là cựu vô địch NXT.